# منطقة ليفربول الحضرية

خارطة تظهر التقسيمات الفرعية في المنطقة عام 2011

تعدمنطقة ليفربول المبنية Liverpool Built-up Area (سابقًا منطقة ليفربول الحضرية Liverpool Urban Area في عام 2001 وما قبله) مصطلحًا يستخدمه مكتب الإحصاء الوطني للإشارة إلى المنطقة الحضرية الواقعة إلى الشرق من نهر المرزي حول ليفربول في إنجلترا.
منطقة ليفربول الحضرية ليست نفس منطقة مرزيسايد (أو مرزيسايد الكبرى)، والتي تشمل مناطق شبه جزيرة ويرال على الضفة الغربية لميرسي وساوثبورت.